# تحديد كمية الفايروسات
يتضمن التقدير الكمي للفيروسات حساب عدد الفيروسات في حجم معين لتحديد تركيز الفيروس. يتم استخدامه في كل من البحث والتطوير (R & D) في المختبرات التجارية والأكاديمية بالإضافة إلى حالات الإنتاج حيث تكون كمية الفيروس في خطوات مختلفة متغيرًا مهمًا.كان على سبيل المثال، يتطلب إنتاج اللقاحات الفيروسية والبروتينات المؤتلفة باستخدام ناقلات فيروسية ومستضدات فيروسية تحديدًا كميًا للفيروس لتكييف العملية ومراقبتها باستمرار من أجل تحسين عائدات الإنتاج والاستجابة للطلبات والتطبيقات المتغيرة باستمرار. تشمل الأمثلة على الحالات المحددة التي تحتاج فيها الفيروسات المعروفة إلى القياس الكمي فحص الاستنساخ وتعدد العدوى (MOI) وتعديل الأساليب مع ثقافة الخلية. تناقش هذه الصفحة التقنيات المختلفة المستخدمة حاليًا لتحديد كمية الفيروسات في العينات السائلة. تنقسم هذه الطرق إلى فئتين، الطرق التقليدية مقابل الطرق الحديثة. الأساليب التقليدية هي طرق قياسية في الصناعة تم استخدامها لعقود ولكنها بطيئة بشكل عام وكثيفة العمالة. الأساليب الحديثة هي منتجات ومجموعات جديدة نسبيًا متاحة تجاريًا تقلل بشكل كبير من وقت القياس الكمي. لا يُقصد بهذا أن يكون استعراضًا شاملاً لجميع الطرق المحتملة، بل هو مقطع عرضي تمثيلي للطرق التقليدية والطرق الجديدة المتاحة تجاريًا. بينما قد توجد طرق أخرى منشورة لتقدير حجم الفيروسات، لم تتم مناقشة الطرق غير التجارية هنا.

## الطرق التقليدية

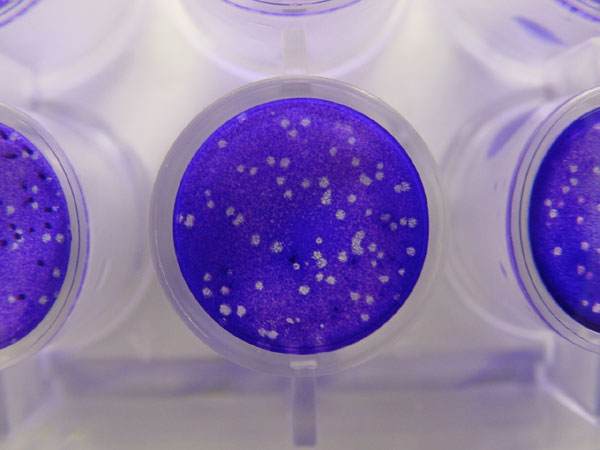
لويحات فيروسية من فيروس الهربس البسيط

المقايسات القائمة على البلاك هي الطريقة القياسية المستخدمة لتحديد تركيز الفيروس من حيث الجرعة المعدية. تحدد فحوصات اللويحات الفيروسية عدد وحدات تشكيل البلاك (pfu) في عينة الفيروس، وهو أحد مقاييس كمية الفيروس. يعتمد هذا الاختبار على طريقة ميكروبيولوجية يتم إجراؤها في أطباق بتري أو لوحات متعددة الآبار. على وجه التحديد، يتم إصابة طبقة أحادية متكدسة من الخلايا المضيفة بالفيروسو بتخفيفات متفاوتة ومغطاة بوسط شبه صلب، مثل أجار أو كربوكسي ميثيل السليلوز، لمنع العدوى الفيروسية من الانتشار العشوائي. تتشكل اللويحة الفيروسية عندما يصيب الفيروس خلية داخل الطبقة أحادية الخلية الثابتة. سوف تتلاشى الخلية المصابة بالفيروس وتنشر العدوى إلى الخلايا المجاورة حيث تتكرر دورة العدوى إلى التحلل. ستخلق منطقة الخلية المصابة لوحة (منطقة عدوى محاطة بخلايا غير مصابة) يمكن رؤيتها بالمجهر البصري أو بصريًا (سكب وسط التراكب وإضافة محلول بنفسجي بلوري لمدة 15 دقيقة حتى يتم تلوين السيتوبلازم ، ستظهر إزالة الفائض بالماء برفق موقع الخلايا الميتة غير الملون). يمكنو أن يستغرق تكوين البلاك من 3 إلى 14 يومًا، اعتمادًا على الفيروس الذي يتم تحليله. تُحسب اللويحات يدويًا بشكل عام وتُستخدم النتائج، جنبًا إلى جنب مع عامل التخفيف المستخدم لتحضير اللوحة، لحساب عدد وحدات تشكيل البلاك لكل حجم وحدة عينة (pfu / mL). تمثل نتيجة pfu / mL عدد الجسيمات المعدية داخل العينة وتستند إلى افتراض أن كل لوحة مكونة تمثل جسيمًا فيروسيًا معديًا.

## فحص تشكيل التركيز

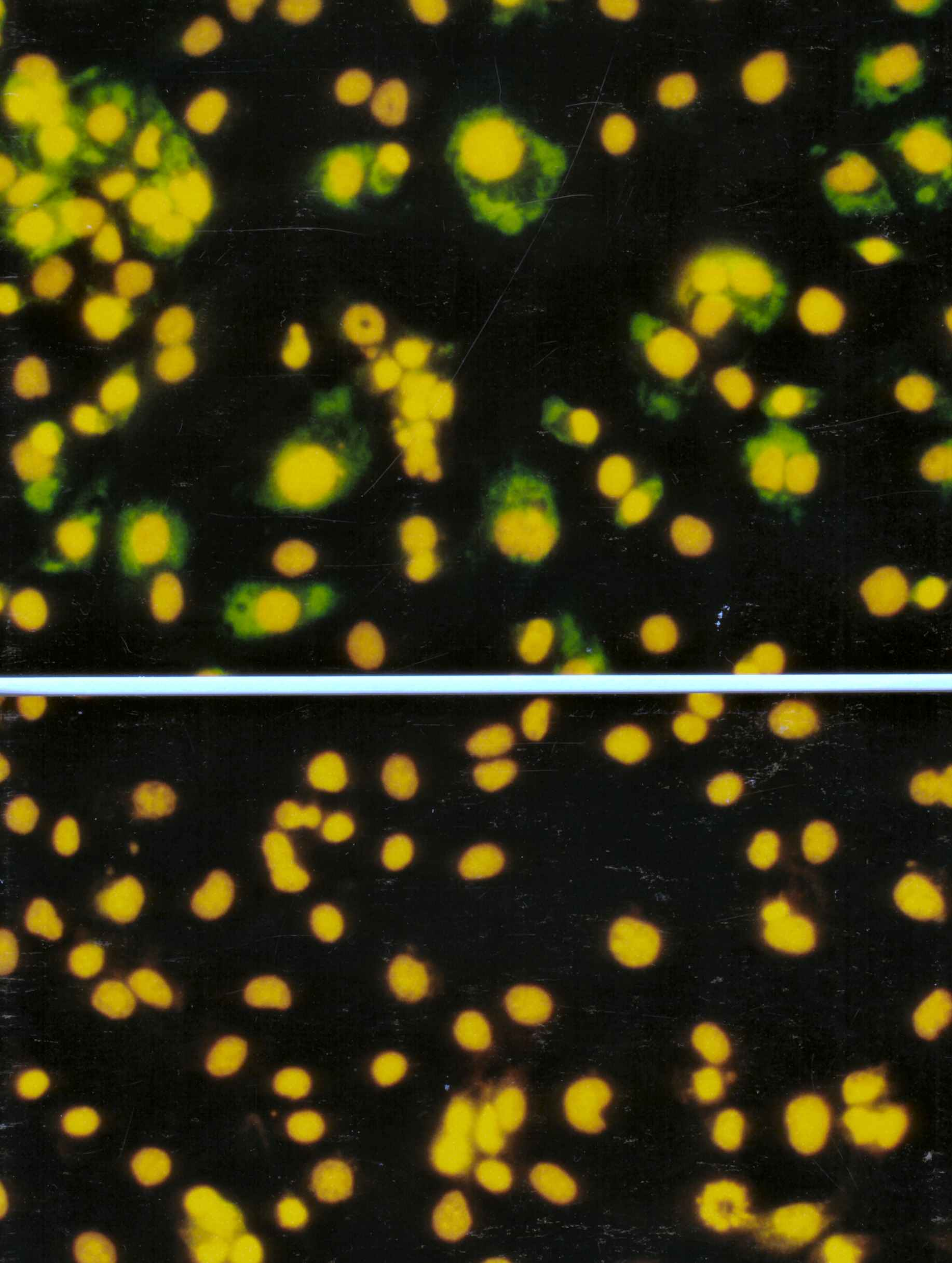
الخلايا المصابة بفيروس الروتا (أعلى) والخلايا غير المصابة (أسفل)

اختبار تشكيل التركيز (FFA) هو تباين في فحص البلاك، ولكن بدلاً من الاعتماد على تحلل الخلية من أجل الكشف عن تكوين اللويحة، يستخدم FFA تقنيات المناعة باستخدام الأجسام المضادة ذات العلامات الفلورية الخاصة بمستضد فيروسي للكشف عن الخلايا المضيفة المصابة والمعدية جزيئات الفيروس قبل تشكيل اللويحة الفعلية. يُعد FFA مفيدًا بشكل خاص في تحديد فئات الفيروسات التي لا تحلل أغشية الخلايا، لأن هذه الفيروسات لن تكون قابلة لاختبار البلاك. مثل اختبار البلاك، تُصاب الطبقات الأحادية للخلية المضيفة بتخفيفات مختلفة من عينة الفيروس ويُسمح لها بالاحتضان لفترة حضانة قصيرة نسبيًا (على سبيل المثال، 24-72 ساعة) تحت وسط تراكب شبه صلب يحد من انتشار الفيروس المعدي، مما يؤدي إلى تكوين موضعي. مجموعات (بؤر) من الخلايا المصابة. يتم فحص اللوحات لاحقًا باستخدام الأجسام المضادة التي تحمل علامات الفلورسنت ضد مستضد فيروسي، ويتم استخدام الفحص المجهري الفلوري لعد وتحديد عدد البؤر. ينتج عن طريقة FFA عادةً وقتًا أقل من مقايسات جرعة البلاك أو زراعة الأنسجة بنسبة خمسين بالمائة (TCID50)، ولكنها قد تكون أكثر تكلفة من حيث الكواشف والمعدات المطلوبة. يعتمد وقت إتمام الفحص أيضًا على حجم المنطقة التي يقوم المستخدم بحسابها. ستتطلب المساحة الأكبر مزيدًا من الوقت ولكن يمكن أن توفر تمثيلًا أكثر دقة للعينة. يتم التعبير عن نتائج FFA كوحدات تشكيل تركيز لكل مليلتر، أو FFU / مل.

## مقايسة تخفيف نقطة النهاية
الجرعة المعدية الخمسين في المائة من زراعة الأنسجة (TCID50) هي مقياس عيار الفيروس المعدي. يحدد اختبار التخفيف لنقطة النهاية كمية الفيروس المطلوبة لقتل 50٪ من العوائل المصابة أو لإنتاج تأثير اعتلال خلوي في 50٪ من خلايا زراعة الأنسجة الملقحة. قد يكون هذا الاختبار أكثر شيوعًا في تطبيقات الأبحاث السريرية حيث يجب تحديد الجرعة المميتة للفيروس أو إذا كان الفيروس لا يشكل لويحات. عند استخدامها في سياق زراعة الأنسجة، يتم طلاء الخلايا المضيفة وتضاف التخفيفات التسلسلية للفيروس. بعد الحضانة، يتم ملاحظة النسبة المئوية لموت الخلايا (أي الخلايا المصابة) يدويًا وتسجيلها لكل تخفيف فيروسي، وتستخدم النتائج لحساب نتيجة TCID50 رياضيًا. نظرًا للاختلافات المتميزة في طرق ومبادئ الفحص، فإن TCID50 و pfu / mL أو نتائج فحص العدوى الأخرى ليست مكافئة. قد تستغرق هذه الطريقة ما يصل إلى أسبوع بسبب وقت إصابة الخلايا.
هناك طريقتان تستخدمان بشكل شائع لحساب TCID50 (يمكن استخدامهما أيضًا لحساب أنواع أخرى من نقطة نهاية 50٪ مثل EC50 و IC50 و LD50) هما:
- سبيرمان كاربر
- طريقة ريد مونش

العلاقة النظرية بين TCID50 و PFU هي تقريبًا 0.69 PFU = 1 TCID50 استنادًا إلى توزيع Poisson، وهو توزيع احتمالي يصف عدد الأحداث العشوائية (جزيئات الفيروس) التي تحدث بمعدل متوسط معروف (عيار فيروسي) من المحتمل أن تحدث في ثابت الفضاء (كمية الفيروس المتوسطة في البئر). ومع ذلك، يجب التأكيد على أنه من الناحية العملية، قد لا تنطبق هذه العلاقة حتى على نفس تركيبة الفيروس + الخلية، حيث يتم إعداد نوعي المقايسة بشكل مختلف وأن العدوى الفيروسية حساسة للغاية لعوامل مختلفة مثل عمر الخلية، والوسائط المتراكبة، إلخ، لكن المرجع التالي يحدد العلاقة بشكل مختلف: بافتراض استخدام نفس النظام الخلوي، وأن الفيروس يشكل لويحات على تلك الخلايا، وأنه لم تتم إضافة أي إجراءات تمنع تكوين اللويحات، فمن المتوقع أن 1 مل من مخزون الفيروس لديها حوالي نصف عدد وحدات تشكيل البلاك (PFUs) مثل TCID50. هذا مجرد تقدير ولكنه يستند إلى الأساس المنطقي أن التخفيف المحدود الذي من شأنه أن يصيب 50٪ من طبقات الخلايا التي تم تحديها غالبًا ما يُتوقع منه في البداية إنتاج لوحة واحدة في طبقات الخلايا المصابة. في بعض الحالات، قد تكون لوحتان أو أكثر عن طريق الصدفة، وبالتالي يجب تحديد العدد الفعلي للوحات PFU بشكل تجريبي.
رياضي، ستكون وحدات PFU المتوقعة أكبر إلى حد ما من نصف TCID 50، حيث أن الأنابيب السلبية في TCID 50 تمثل وحدات تشكيل صفرية للوحة والأنابيب الموجبة تمثل واحدة أو أكثر من وحدات تشكيل البلاك. يتم الحصول على تقدير أكثر دقة من خلال تطبيق توزيع بواسون. حيث P (o) هي نسبة الأنابيب السلبية و m هو متوسط عدد الوحدات المعدية لكل حجم (PFU / ml) ، P (o) = e (-m). لأي عيار معبر عنه كـ TCID 50 ، P (o) = 0.5. وهكذا فإن e (-m) = 0.5 و m = -ln 0.5 وهو ~ 0.7.
لذلك، يمكن للمرء أن يضرب عيار TCID50 (لكل مل) بمقدار 0.7 للتنبؤ بمتوسط عدد PFU / ml. عند تطبيق مثل هذه الحسابات فعليًا، تذكر أن المتوسط المحسوب لن يكون صالحًا إلا إذا كانت التغييرات في البروتوكول المطلوبة لتصور اللوحات لا تغير التعبير عن الفيروس المعدي مقارنة بالتعبير في ظل الظروف المستخدمة في TCID.
وبالتالي، كتقدير عملي، يمكن للمرء أن يفترض أن المادة ذات TCID 50 من 1 × 10 5 TCID 50 / ml ستنتج 0.7 × 10 5 PFUs / ml.

### فحوصات البروتين
هناك العديد من الاختلافات في فحوصات القياس الكمي للفيروسات القائمة على البروتين. بشكل عام، تحدد هذه الطرق إما كمية كل البروتين أو كمية بروتين فيروس معين في العينة بدلاً من عدد الخلايا المصابة أو جزيئات الفيروس. يعتمد التحديد الكمي بشكل شائع على الكشف عن التألق. تحدد بعض اختلافات المقايسة كمية البروتين مباشرة في عينة بينما تتطلب الاختلافات الأخرى عدوى الخلايا المضيفة وحضانة للسماح بنمو الفيروس قبل تحديد كمية البروتين. يعتمد الاختلاف المستخدم بشكل أساسي على كمية البروتين (أي الفيروس) في العينة الأولية وحساسية الفحص نفسه. إذا كانت الحضانة ونمو الفيروس مطلوبين، فغالبًا ما يتم إجراء تحليل / هضم الخلايا و / أو الفيروس قبل التحليل. معظم الطرق القائمة على البروتين سريعة وحساسة نسبيًا ولكنها تتطلب معايير جودة لمعايرة دقيقة، وقياس كمية البروتين، وليس تركيزات جزيئات الفيروس الفعلية. فيما يلي أمثلة محددة للمقايسات القائمة على البروتين المستخدمة على نطاق واسع.

### مقايسة التراص الدموي
مقايسة التراص الدموي (HA) هي مقايسة شائعة لتقدير كمية البروتين غير الفلورية الخاصة بالإنفلونزا. يعتمد على حقيقة أن الهيماجلوتينين، وهو بروتين سطحي لفيروسات الإنفلونزا، يتراكم خلايا الدم الحمراء (أي يتسبب في تكتل خلايا الدم الحمراء معًا). في هذا الاختبار، يتم تحضين التخفيفات لعينة الأنفلونزا بمحلول 1٪ من كريات الدم الحمراء لمدة ساعة واحدة ويتم تحديد تخفيف الفيروس الذي يحدث التراص لأول مرة بصريًا. ينتج الفحص نتيجة وحدات التراص الدموي (HAU)، مع نسب pfu إلى HAU النموذجية في النطاق 106. يستغرق هذا الاختبار حوالي ساعة إلى ساعتين حتى يكتمل ويمكن أن تختلف النتائج على نطاق واسع بناءً على الخبرة الفنية للمشغل.
مقايسة تثبيط التراص الدموي هو نوع شائع من مقايسة HA المستخدمة لقياس مستويات الأجسام المضادة الخاصة بالأنفلونزا في مصل الدم. في هذا الاختلاف، ستتداخل الأجسام المضادة لفيروس الأنفلونزا في المصل مع ارتباط الفيروس بخلايا الدم الحمراء. لذلك، يتم تثبيط التراص الدموي عند وجود الأجسام المضادة بتركيز كاف.

### فحص حمض بيسينشونينيك
يعتمد اختبار حمض البيسينشونينيك (BCA) على قياس لوني بسيط وهو أكثر مقايسة كمي للبروتين شيوعًا. يشبه BCA فحوصات بروتين Lowry أو Bradford، وقد تم توفيره تجاريًا لأول مرة بواسطة Pierce، والذي يمتلكه الآن Thermo Fisher Scientific. في اختبار BCA، تقلل روابط الببتيد الخاصة بالبروتين بشكل كمي من Cu2 + إلى Cu1 +، مما ينتج عنه لون أزرق فاتح. BCA مخلّب Cu1 + بنسبة 2: 1 مما ينتج عنه أنواع ملونة أكثر كثافة تمتص عند 562 نانومتر. يتم استخدام امتصاص عينة عند 562 نانومتر لتحديد تركيز البروتين بالجملة في العينة. تتم مقارنة نتائج الفحص مع المنحنيات القياسية المعروفة بعد التحليل باستخدام مقياس الطيف الضوئي أو قارئ اللوحة. إجمالي وقت الفحص هو 30 دقيقة إلى ساعة واحدة. في حين أن هذا الاختبار موجود في كل مكان وسريع، إلا أنه يفتقر إلى الخصوصية لأنه يحسب كل البروتين، يجب أن يحتوي تحضير الفيروس المراد قياسه على مستويات منخفضة جدًا من بروتينات الخلية المضيفة.

### مقايسة الانتشار المناعي الشعاعي الفردي
مقايسة الانتشار المناعي الشعاعي الفردي (SRID)، والمعروفة أيضًا باسم طريقة مانشيني، هي مقايسة البروتين التي تكتشف كمية المستضد الفيروسي المحدد عن طريق الانتشار المناعي في وسط شبه صلب (مثل أجار). يحتوي الوسط على مصل مضاد خاص بمولد الضد المعني ويوضع المستضد في مركز القرص. عندما ينتشر المستضد في الوسط، فإنه يخلق حلقة مترسبة تنمو حتى يتم الوصول إلى التوازن. يمكن أن يتراوح وقت الفحص من 10 ساعات إلى أيام اعتمادًا على وقت موازنة المستضد والجسم المضاد. يرتبط قطر المنطقة من الحلقة بشكل خطي بسجل تركيز البروتين ويتم مقارنته بأقطار المنطقة لمعايير البروتين المعروفة للتقدير الكمي. هناك مجموعات وأمصال متاحة تجاريًا لهذا الفحص (على سبيل المثال The Binding Site Inc.).

### المجهر الإلكتروني للإرسال (TEM)
TEM هو نوع متخصص من الفحص المجهري يستخدم شعاعًا من الإلكترونات يركز على مجال مغناطيسي لتصوير عينة. يوفر TEM التصوير بدقة مكانية أكبر 1000 مرة من المجهر الضوئي (دقة تصل إلى 0.2 نانومتر). مطلوب عينة شديدة الرقة وسلبي البقع. تتضمن تحضيرات العينة إيداع العينات على شبكة TEM مطلية وتلطيخًا سلبيًا بسائل إلكترون معتم. يمكن أيضًا فحص عينات الأنسجة المدمجة إذا كانت مقطوعة بشكل رفيع. تختلف تحضيرات العينة اعتمادًا على البروتوكول والمستخدم ولكنها تتطلب عمومًا ساعات لإكمالها. يمكن أن تُظهر صور TEM جزيئات الفيروس الفردية ويمكن استخدام التحليل الكمي للصور لتحديد تركيزات الفيروس. توفر هذه الصور عالية الدقة أيضًا معلومات مورفولوجيا الجسيمات التي لا تستطيع معظم الطرق الأخرى القيام بها. غالبًا ما تكون نتائج TEM الكمية أكبر من نتائج المقايسات الأخرى حيث يتم تحديد كمية جميع الجسيمات، بغض النظر عن العدوى، في الجسيمات الشبيهة بالفيروسات المبلغ عنها لكل مل (vlp / mL) نتيجة. يعمل TEM الكمي بشكل عام بشكل جيد لتركيزات الفيروسات التي تزيد عن 106 جزيئات / مل. نظرًا لارتفاع تكلفة الأجهزة ومقدار المساحة ومرافق الدعم المطلوبة ، تتوفر معدات TEM في عدد محدود من المرافق.

## الأساليب الحديثة

### استشعار النبض المقاوم القابل للضبط (TRPS)
يعد استشعار النبض المقاوم القابل للانضباط (TRPS) طريقة تسمح بقياسات الجسيمات المفردة عالية الإنتاجية لجزيئات الفيروس الفردية، حيث يتم دفعها من خلال ثقب نانوي قابل للضبط، واحدًا تلو الآخر. تتمتع هذه التقنية بميزة التحديد المتزامن لحجم وتركيز جزيئات الفيروس في محلول بدقة عالية. يمكن استخدام هذا في تقييم استقرار العينة ومساهمة الركام، وكذلك إجمالي تركيز الجسيمات الفيروسية (vp / mL).
يحدث القياس المستند إلى TRPS في المخزن المؤقت الأيوني، ولا يلزم إجراء تلطيخ مسبق للعينات قبل التحليل، وبالتالي فإن التقنية أسرع من تلك التي تتطلب معالجة مسبقة باستخدام الأصباغ الفلورية، مع وقت إعداد وقياس إجمالي أقل من 10 دقائق لكل عينة. يتوفر تحليل فيروسات TRPS-bases تجاريًا من خلال أنظمة qViro-X ، والتي لديها القدرة على إزالة التلوث كيميائيًا عن طريق التعقيم بعد إجراء القياس

### التدفق الخلوي
في حين أن معظم أجهزة قياس التدفق الخلوي لا تحتوي على حساسية كافية، إلا أن هناك عددًا قليلاً من أجهزة قياس التدفق الخلوي المتاحة تجارياً والتي يمكن استخدامها لتقدير حجم الفيروس. يحدد عداد الفيروسات عدد جزيئات الفيروس السليمة في عينة باستخدام الفلورة للكشف عن البروتينات والأحماض النووية. العينات ملطخة بصبغتين، واحدة خاصة بالبروتينات والأخرى خاصة بالأحماض النووية، ويتم تحليلها أثناء تدفقها عبر شعاع الليزر. يتم تحديد كمية الجسيمات التي تنتج أحداثًا متزامنة على كل من قناتي التألق المتميزتين، جنبًا إلى جنب مع معدل تدفق العينة المقاس، لحساب تركيز جزيئات الفيروس (vp / mL). النتائج متشابهة بشكل عام من حيث الكمية المطلقة لنتيجة TEM. للمقايسة نطاق عمل خطي من 105-109 vp / mL ووقت تحليل ~ 10 دقائق مع وقت تحضير قصير للعينة.

### التحليل الطيفي الكتلي للبلازما المقترن بالحث لفيروس واحد (SV ICP-MS)
تشبه هذه التقنية تقنية التحليل الطيفي الكتلي للبلازما المقترنة بالحث (SP ICP-MS) التي اكتشفها Degueldre و Favarger (2003) وتم تكييفها لاحقًا مع الجسيمات النانوية الأخرى على سبيل المثال. غرويات الذهب، انظر Degueldre et al (2006). تم تكييف SP ICP-MS لتحليل الطيف الكتلي للبلازما المقترن بالحث لفيروس واحد (SV ICPMS) في دراسة شاملة مثل Degueldre (2021). تقترح هذه الدراسة تكييف هذه الطريقة للتعرف على الفيروسات الفردية (SV) وإحصائها. باستخدام سجلات ICP-MS الميدانية عالية الدقة للقطاعات المتعددة القنوات (MC SF) في وضع الكشف عن SV، يمكن أن يسمح عد الأيونات الرئيسية والمفتاح بتحليل الفيروسات الفردية وتحديدها. يمكن عد 2-500 وحدة فيريالية في 20 ثانية. يُقترح إجراء التحليلات في Ar torch للأيونات الرئيسية: 12C + ، 13C + ، 14N + ، 15N + ، وأيونات المفاتيح 31P + ، 32S + ، 33S + و 34S +. تمت مناقشة جميع التدخلات بالتفصيل. يوصى باستخدام MC ICP-MS عالي الدقة أثناء استكشاف الخيارات ذات الأجواء اللاهوائية / الهوائية لترقية التحليل عند استخدام ICP-MS رباعي الأضلاع. يتم فحص التطبيق الخاص بنوعين من الفيروسات (SARS-COV2 و Bacteriophage T5) باستخدام مسح الوقت والتحليل الكتلي الثابت لأيونات الفيروسات المختارة مما يسمح بتوصيف الأنواع باستخدام N / C و P / C و S / C النسبة المولية والقياس الكمي لـ تركيز عددهم.

### تفاعل البلمرة المتسلسل الكمي (QPCR)

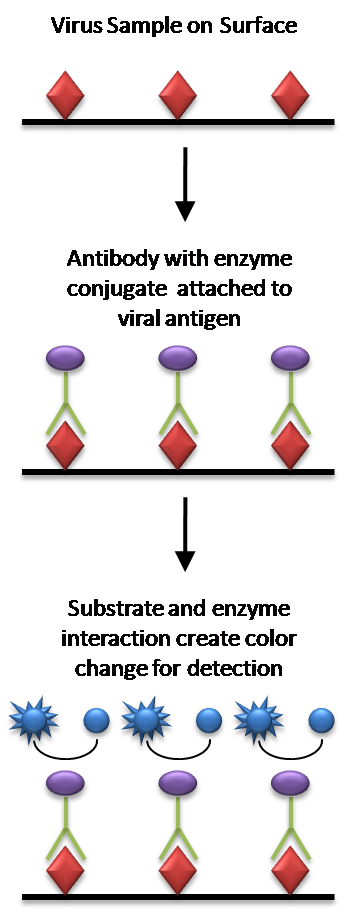
مخطط إليسا

يستخدم PCR الكمي كيمياء تفاعل البلمرة المتسلسل لتضخيم الحمض النووي أو الحمض النووي الريبي الفيروسي لإنتاج تركيزات عالية بما يكفي للكشف والقياس الكمي عن طريق التألق. بشكل عام، يعتمد التقدير الكمي بواسطة qPCR على التخفيفات التسلسلية لمعايير التركيز المعروف التي يتم تحليلها بالتوازي مع العينات غير المعروفة للمعايرة والمرجعية. يمكن تحقيق الاكتشاف الكمي باستخدام مجموعة واسعة من استراتيجيات الكشف عن التألق، بما في ذلك تحقيقات محددة التسلسل أو الأصباغ الفلورية غير المحددة مثل SYBR Green. تحقيقات محددة التسلسل ، مثل TaqMan (التي طورتها Applied Biosystems) أو Molecular Beacons أو Scorpion، ترتبط فقط بالحمض النووي للتسلسل المناسب الناتج أثناء التفاعل. ترتبط صبغة SYBR Green بكل الحمض النووي مزدوج الشريطة الذي يتم إنتاجه أثناء التفاعل. في حين أن SYBR Green سهل الاستخدام، فإن افتقاره إلى الخصوصية وانخفاض الحساسية يدفع معظم المختبرات إلى استخدام مخططات الكشف qPCR القائمة على المسبار. هناك العديد من الاختلافات في qPCR بما في ذلك طريقة العتبة المقارنة، والتي تسمح بالتقدير النسبي من خلال مقارنة قيم Ct (دورات PCR التي تظهر زيادات ذات دلالة إحصائية في المنتج) من عينات متعددة تتضمن معيارًا داخليًا. يقوم تفاعل البوليميراز المتسلسل بتضخيم كل الأحماض النووية المستهدفة، بما في ذلك تلك التي تنشأ من جزيئات فيروسية معدية سليمة، ومن جزيئات فيروسية معيبة وكذلك حمض نووي حر في محلول. لهذا السبب، من المحتمل أن تكون نتائج qPCR (المعبر عنها من حيث نسخ الجينوم / مل) أعلى من حيث الكمية من نتائج TEM. بالنسبة للتقدير الكمي الفيروسي، نادرًا ما تكون نسبة الفيريونات الكاملة إلى نسخ الحمض النووي واحدًا إلى واحد. هذا لأنه أثناء التكاثر الفيروسي، لا يتم دائمًا إنتاج الحمض النووي والبروتينات الفيروسية بنسبة 1: 1 وتؤدي عملية التجميع الفيروسي إلى فيروسات كاملة بالإضافة إلى قفيصة فارغة و / أو جينومات فيروسية حرة زائدة. في مثال فيروس مرض الحمى القلاعية ، تبلغ نسبة الفيريونات الكاملة إلى نسخ الحمض النووي الريبي داخل خلية مضيفة مكررة نشطة تقريبًا 1: 1000. تتوفر منتجات معايرة الفيروسات المستندة إلى qPCR تجاريًا من خلال العديد من الشركات (مثل Invitrogen أو Roche أو Qiagen). تشمل مزايا المعايرة بواسطة qPCR وقت الاستجابة السريع (1-4 ساعات) والحساسية (يمكن أن تكتشف تركيزًا أقل بكثير للفيروسات من الطرق الأخرى).

### مقايسة الممتز المناعي المرتبط بالإنزيم (ELISA)
ELISA هو تباين أكثر حداثة لمقايسة البروتين الذي يستخدم جسمًا مضادًا محددًا مرتبطًا بإنزيم للكشف عن وجود كمية غير معروفة من المستضد (أي فيروس) في عينة. يتم الكشف عن حدث ارتباط الجسم المضاد بمولد الضد و / أو قياسه من خلال قدرة الإنزيم على تحويل الكاشف إلى إشارة قابلة للاكتشاف يمكن استخدامها لحساب تركيز مولد الضد في العينة. بيروكسيداز الفجل (HRP) هو إنزيم شائع يستخدم في مخططات ELISA نظرًا لقدرته على تضخيم الإشارة وزيادة حساسية الفحص. هناك العديد من الاختلافات أو أنواع فحوصات ELISA ولكن يمكن تصنيفها عمومًا على أنها إما غير مباشرة أو تنافسية أو شطيرة أو عكسية. تتوفر مجموعات ELISA تجارياً من العديد من الشركات ويتم القياس الكمي بشكل عام عبر مراسلين chromogenic أو مضان (على سبيل المثال Invitrogen ، Santa Cruz Biotechnology Inc.). هذه التقنية تتطلب عمالة أقل بكثير من الطرق التقليدية ويمكن أن تستغرق من 4 إلى 24 ساعة بناءً على وقت حضانة الجسم المضاد.